# Rio Vila Nova
Le rio Vila Nova est un cours d'eau brésilien qui baigne l'État d'Amapá. Il porte aussi le nom de rio Anauerapucu. Il prend sa source à l'Est de la Serra do Iratapuru pour se jeter dans le canal du Nord du delta de l'Amazone entre Mazagão et Santana, mêlant ses eaux à celles du rio Matapi. Il coule plus ou moins vers les Sud-Est et baigne les municipalités de Mazagão, Porto Grande et Santana. Il y a trois cascades importantes sur son cours, Cachoeira Branco, Cachoeira Paca et Cachoeira Caraná.